# العلاقات الإسواتينية الغينية
العلاقات الإسواتينية الغينية هي العلاقات الثنائية التي تجمع بين إسواتيني وغينيا.

## مقارنة بين البلدين
هذه مقارنة عامة ومرجعية للدولتين:
| وجه المقارنة                                              | إسواتيني                                   | غينيا       |
| --------------------------------------------------------- | ------------------------------------------ | ----------- |
| المساحة (كم2)                                             | 17.36 ألف                                  | 245.86 ألف  |
| عدد السكان (نسمة)                                         | 1.37 مليون                                 | 12.72 مليون |
| الكثافة السكانية (ن./كم²)                                 | 78.92                                      | 51.74       |
| العاصمة                                                   | لوبامبا، مبابان                            | كوناكري     |
| اللغة الرسمية                                             | لغة إنجليزية، لغة سوازي                    | لغة فرنسية  |
| العملة                                                    | ليلانغيني سوازيلندي                        | فرنك غيني   |
| الناتج المحلي الإجمالي (بليون دولار)                      | 4.41 مليار                                 | 10.50 مليار |
| الناتج المحلي الإجمالي (تعادل القوة الشرائية) بليون دولار | 11.13 مليار                                | 15.24 مليار |
| الناتج المحلي الإجمالي الاسمي للفرد دولار أمريكي          | 3.20 ألف                                   | 531         |
| الناتج المحلي الإجمالي للفرد دولار أمريكي                 | 8.29 ألف                                   | 1.22 ألف    |
| مؤشر التنمية البشرية                                      | 0.531                                      | 0.411       |
| رمز المكالمات الدولي                                      | +268                                       | +224        |
| رمز الإنترنت                                              | .sz                                        | .gn         |
| المنطقة الزمنية                                           | التوقيت القياسي لجنوب أفريقيا، ت ع م+02:00 | 00          |

## منظمات دولية مشتركة
يشترك البلدان في عضوية مجموعة من المنظمات الدولية، منها:
| علم المنظمة | اسم المنظمة                                 | تاريخ انضمام إسواتيني | تاريخ انضمام غينيا |
| ----------- | ------------------------------------------- | --------------------- | ------------------ |
|             | مؤسسة التنمية الدولية                       | 22 سبتمبر 1969        | 26 سبتمبر 1969     |
|             | يونسكو                                      | 25 يناير 1978         | 2 فبراير 1960      |
|             | وكالة ضمان الاستثمار متعدد الأطراف          | 18 أبريل 1990         | 5 أكتوبر 1995      |
|             | الأمم المتحدة                               | 24 سبتمبر 1968        | 12 ديسمبر 1958     |
|             | مجموعة دول أفريقيا والكاريبي والمحيط الهادئ | ?                     | ?                  |
|             | الاتحاد البريدي العالمي                     | ?                     | ?                  |
|             | البنك الدولي للإنشاء والتعمير               | 22 سبتمبر 1969        | 28 سبتمبر 1963     |
|             | منظمة حظر الأسلحة الكيميائية                | ?                     | ?                  |
|             | مؤسسة التمويل الدولية                       | 22 سبتمبر 1969        | 22 أكتوبر 1982     |
|             | المركز الدولي لتسوية المنازعات الاستشارية   | 14 يوليو 1971         | 4 ديسمبر 1968      |
|             | منظمة التجارة العالمية                      | ?                     | 25 أكتوبر 1995     |
|             | منظمة الشرطة الجنائية الدولية               | ?                     | ?                  |
|             | الاتحاد الأفريقي                            | ?                     | 1963               |
|             | البنك الإفريقي للتنمية                      | ?                     | ?                  |